# حكومة بدوي
حكومة نور الدين بدوي حكومة جزائرية تقلدت السلطة بداية من 11 مارس 2019 إلى غاية 27 ديسمبر 2019. كلف برئاستها الوزير الأول نور الدين بدوي الذي عينه رئيس الجمهورية عبد العزيز بوتفليقة. جاء تعيين هذه الحكومة بعد أسابيع من المظاهرات العارمة الرافضة لترشح عبد العزيز بوتفليقة لولاية خامسة، والتي تراجع عنها لاحقا، فاستقال أحمد أويحيى من رئاسة الوزراء تبعا لذلك، فعين بدوي وزيراً أوّل جديدا لقيادة حكومة تشرف على تنظيم انتخابات رئاسية قبل نهاية العام وعين رمضان العمامرة نائبا للوزير الأول. غير أن الأمور لم تسر كذلك واستقال بوتفليقة من رئاسة الجمهورية، وأطلق الرئيس المؤقت عبد القادر بن صالح حوارا وطنيا أفضى إلى تنصيب لجنة مستقلة تولت الإشراف على الانتخابات.
جرت في 12 ديسمبر 2019 انتخابات رئاسية فاز بها عبد المجيد تبون. وقد كلف الرئيس الجزائري الجديد السيد عبد العزيز جراد في 28 ديسمبر 2019 بتشكيل وزارة جديدة خلفا لحكومة بدوي .

## تشكيلة الحكومة

### التشكيلة الأولية
- نور الدين بدوي - الوزير الأول
- رمطان لعمامرة - وزير الخارجية ونائبا الوزير الأول
- الفريق أحمد قايد صالح - نائب وزير الدفاع رئيس أركان الجيش الوطني الشعبي

### التشكيلة الحالية
تم الإعلان عنها في 31 مارس 2019 أي بعد ثلاثة أسابيع من تعيين نور الدين بدوي وزيرا أولا من قبل رئيس الجمهورية، واحتفظ 6 وزراء بمناصبهم من الحكومة السابقة، على غرار وزيرة البريد وتكنولوجيات الاتصال، وزيرة البيئة، وزيرة التضامن الوطني وغيرهم. وهذه أسماء أعضاء الحكومة:
- الوزير الأول:
  - نور الدين بدوي (حتى 19 ديسمبر 2019)
  - صابري بوقادوم (بالنيابة)
- نائب وزير الدفاع الوطني: أحمد قايد صالح (توفي في 23 ديسمبر 2019)
- وزير الشؤون الخارجية: صابري بوقادوم
- وزير الداخلية والجماعات المحلية:
  - صلاح الدين دحمون (حتى 19 ديسمبر 2019)
  - كمال بلجود (بالنيابة)
- وزير العدل حافظ الأختام: سليمان براهمي.
  - انهيت مهام وزير العدل سليمان براهمي في 31 جويلية 2019[7] و عُين مكانه بلقاسم زغماتي.[8]
- وزير المالية: محمد لوكال
- وزير الطاقة: محمد عرقاب
- وزير المجاهدين: الطيب زيتوني
- وزير الشؤون الدينية والأوقاف: يوسف بلمهدي
- وزير التربية: عبد الحكيم بلعابد
- وزير البريد وتكنولوجيات الاتصال: هدى إيمان فرعون
- وزير التضامن والأسرة وقضايا المرأة: غنية الدالية
- وزير الصناعة والمناجم: جميلة تمازيرت
- وزير الفلاحة: شريف عماري
- وزير السكن: كمال بلجود
- وزير التجارة: سعيد جلاب
- وزير الاتصال: حسن رابحي
- وزير النقل والأشغال العمومية: مصطفى كورابة
- وزير الموارد المائية: علي حمام
- وزير السياحة: عبد القادر بن مسعود
- وزير الصحة والسكان: محمد ميراوي
- وزير العمل والتشغيل والعمل والضمان الاجتماعي: تيجاني حسان هدام
- وزير العلاقات مع البرلمان: فتحي خويل
- وزير البيئة: فاطمة الزهراء زرواطي
- وزير التعليم العالي والبحث العلمي: الطيب بوزيد
- وزير الشباب والرياضة: رؤوف برناوي
- وزير الثقافة:
  - مريم مرداسي(حتى 19 ديسمبر 2019)
  - حسن رابحي(بالنيابة)
- وزير التكوين والتعليم المهنيين: بلخير دادة موسى
- وزيرا، أمينا عاما للحكومة.: أحمد نوي

## التعديل الوزاري 31 جويلية 2019
في 31 جويلية 2019، أنهى رئيس الدولة عبد القادر بن صالح مهام وزير العدل سليمان براهمي و عين النائب العام لمجلس قضاء الجزائر بلقاسم زغماتي وزيرا للعدل خلفا له. و قد جاء في بيان رئاسة الجمهورية انه «طبقا لأحكام الدستور، عين السيد رئيس الدولة السيد بلقاسم زغماتي وزيرا للعدل حافظا للأختام، وذلك بعد استشارة السيد الوزير الأول».
كما عين عبد القادر بن صالح، محمد زوقار أمينا عاما لوزارة العدل خلفا لسمير بورحيل الذي أنهيت مهامه بهذه الصفة في اليوم نفسه.

## تشكيلة الحكومة

### الوزير الأول
| الصورة | الحقيبة الوزارية                                      | الاسم        |  | الحزب |
| ------ | ----------------------------------------------------- | ------------ |  | ----- |
|        | الوزير الأول الجزائري (بالنيابة) وزير الشؤون الخارجية | صبري بوقادوم |  | مستقل |

### الوزراء
| الصورة | الحقيبة الوزارية   | الاسم           |  | الحزب |
| ------ | ------------------ | --------------- |  | ----- |
|        | وزير الدفاع الوطني | عبد المجيد تبون |  | مستقل |

#### وزراء
| الترتيب | الصورة | الحقيبة الوزارية                                                                            | الاسم                |  | الحزب            |
| ------- | ------ | ------------------------------------------------------------------------------------------- | -------------------- |  | ---------------- |
| 1       |        | وزير الداخلية والجماعات المحلية والتهيئة العمرانية (بالنيابة) وزير السكن والعمران و المدينة | كمال بلجود           |  | مستقل            |
| 2       |        | وزير العدل حافظ الأختام                                                                     | بلقاسم زغماتي        |  | مستقل            |
| 3       |        | وزير المالية                                                                                | محمد لوكال           |  | مستقل            |
| 4       |        | وزير الطاقة                                                                                 | محمد عرقاب           |  | مستقل            |
| 5       |        | وزير المجاهدين                                                                              | الطيب زيتوني         |  | مستقل            |
| 6       |        | وزير الشؤون الدينية و الأوقاف                                                               | يوسف بلمهدي          |  | مستقل            |
| 7       |        | وزير التربية الوطنية                                                                        | عبد الحكيم بلعابد    |  | مستقلة           |
| 8       |        | وزيرة البريد والاتصالات السلكية واللاسلكية والتكنولوجيا والرقمنة                            | هدى إيمان فرعون      |  | مستقلة           |
| 9       |        | وزيرة التنشيط الإجتماعي والتضامن الوطني                                                     | غنية الدالية         |  | مستقل            |
| 10      |        | وزيرة الصناعة والمناجم                                                                      | جميلة تمازيرت        |  | مستقلة           |
| 11      |        | وزير الفلاحة                                                                                | شريف عماري           |  | مستقل            |
| 12      |        | وزير التجارة                                                                                | سعيد جلاب            |  | مستقل            |
| 13      |        | وزير الاتصال وزير الثقافة (بالنيابة)                                                        | حسن رابحي            |  | مستقل            |
| 14      |        | وزير النقل والأشغال العمومية                                                                | مصطفى كورابة         |  | مستقل            |
| 15      |        | وزير المـوارد المائية                                                                       | علي حمام             |  | مستقل            |
| 16      |        | وزير السياحة والصناعات التقليدية                                                            | عبد القادر بن مسعود  |  | مستقل            |
| 17      |        | وزير الصحة والسكان                                                                          | محمد ميراوي          |  | مستقل            |
| 18      |        | وزير العمل و الضمان الاجتماعي                                                               | تيجاني حسان هدام     |  | مستقل            |
| 19      |        | وزير العلاقات مع البرلمان                                                                   | فتحي خويل            |  | مستقل            |
| 20      |        | وزيرة البيئة والطاقات المتجددة                                                              | فاطمة الزهراء زرواطي |  | تجمع أمل الجزائر |
| 21      |        | وزير التعليم العالي والبحث العلمي                                                           | الطيب بوزيد          |  | مستقل            |
| 22      |        | وزير الشباب والرياضة                                                                        | رؤوف برناوي          |  | مستقل            |
| 23      |        | وزير التكوين المهني                                                                         | بلخير دادة موسى      |  | مستقل            |

| الصورة | الحقيبة الوزارية      | الاسم    |  | الحزب |
| ------ | --------------------- | -------- |  | ----- |
|        | وزير امين عام الحكومة | أحمد نوي |  | مستقل |

## وصلات خارجية
الموقع الإلكتروني للحكومة الجزائرية